# Atauro (Schiff)
Die NRTL Atauro (P102) ist ein Patrouillenboot der Albatroz-Klasse der Verteidigungskräfte Osttimors das nach der osttimoresischen Insel Atauro benannt wurde. Zusammen mit seinem Schwesterboot NRTL Oecusse bildete es die ersten Marineeinheiten des Landes und ist im Marinestützpunkt Hera stationiert. Die Atauro wurde am 9. Dezember 1974 im „Arsenal do Alfeite“ bei Almada/Portugal für die portugiesische Marine gebaut und als Açor (P 1163) im selben Jahr in Dienst gestellt. Ende der 1990er Jahre wurde bei der portugiesischen Marine damit begonnen, die Albatroz-Klasse durch die Argos- und die Centauro-Klasse zu ersetzen. Im Januar 2002 wurden die Albatroz und die Açor an Osttimor übergeben, die damit die ersten Einheiten der Marine überhaupt bildeten. Weitere Boote der Albatroz-Klasse sind die außer Dienst gestellten Andorinha, Condor, Águia und Cisne.
2008 wurden die Atauro und die Oecusse in Indonesien überholt, doch 2019 waren die beiden Boote in einem so schlechtem Zustand, dass sie an Land gelegt werden mussten.